# 平野美宇
平野美宇（2000年4月14日—），日本女子乒乓球運動員，目前效力於木下アビエル神奈川。她出生於靜岡縣沼津市，但在山梨縣中央市長大。2016年她以16歲之齡成為史上最年輕的世界杯乒乓球賽女子單打冠軍，同時亦為首位非中國籍得主。與伊藤美誠、早田希娜一起被稱為日本女子乒乓球「黃金世代」。

## 生平
她的家人幾乎全部都和桌球運動有關。父母是前筑波大學乒乓球隊的隊長，兩個妹妹也都參與了相關賽事。祖父為山梨大學名譽教授平野光昭，他也曾擔山梨醫科大學的乒乓球隊顧問一職。
她從兩歲開始居住於山梨縣中央市，小學進入中央市立田富北小學校就讀。由於從小就擁有超齡的乒乓球球技，加上輸球後時常因不甘心而哭泣等特點與福原愛相似，而被譽為「小愛二世」。
2012年，以11歲的年齡首次參加日本Top 12乒乓球大會。
2014年3月30日，她和伊藤美誠兩人以十三歲的年齡在世界巡迴賽德國公開賽獲得女雙冠軍，成為了世界巡迴賽史上第三年輕的冠軍。
緊接著在下週的西班牙公開賽，她不但與伊藤的組合再度奪冠，單打方面也闖入決賽，最後不敵李芬獲得亞軍。
2016年，她首次參加世界盃乒乓球賽。在中國選手丁寧和劉詩雯皆因傷病退賽的情况下，平野美宇先後淘汰了隊友伊藤美誠及新加坡名將馮天薇進入決賽，在決賽4：0擊敗了台灣的鄭怡靜，成為史上最年輕的世界單打冠軍，也打破了中國選手一直壟斷世界盃女單冠軍的局面。
2017年，平野美宇出戰在無錫舉行的亞洲乒乓球錦標賽。在中國隊佔盡主場之利的情况下，她接連擊敗了丁寧、朱雨玲和陳夢三位中國選手（後兩者更是以3:0橫掃），摘得女單冠軍，震驚乒壇，使其成為對中國隊最大威脅的球員。
亞錦賽之後，平野美宇出戰在德國舉行的世乒賽，為賽會的女單八號種子，被編入了唯一没有中國選手的四強賽區。一路順利晉級，在八強賽4-0橫掃馮天薇殺入四強。半決賽遭丁寧以4-1復仇，獲得銅牌，是自1969年以來日本在世乒賽的首面女單奬牌，意義重大。女雙方面，則夥拍石川佳純，在十六強止步於丁寧和劉詩雯的拍下。

## 比賽成績
| 賽事                       | 年度 | 地點           | 單打     | 雙打     | 混雙 | 團體     |
| -------------------------- | ---- | -------------- | -------- | -------- | ---- | -------- |
| 夏季奧林匹克運動會         | 2021 | 東京           |          |          |      | 銀牌     |
| 亚洲乒乓球锦标赛           | 2017 | 无锡           | 冠軍     |          |      | 亞軍     |
| 世界巡迴賽西班牙公開賽     | 2014 | 阿爾梅里亞     | 亞軍     | 冠軍     |      |          |
| 世界巡迴賽德國公開賽       | 2014 | 馬德堡         | 六十四強 | 冠軍     |      |          |
| 世界巡迴賽卡達公開賽       | 2014 | 多哈           | 三十二強 | 半準決賽 |      |          |
| 世界巡迴賽科威特公開賽     | 2014 | 科威特市       | 三十二強 | 十六強   |      |          |
| 世界青少年錦標賽           | 2013 | 拉巴特         | 十六強   | 三十二強 |      | 亞軍     |
| 世界巡迴賽俄羅斯公開賽     | 2013 | 葉卡捷琳堡     | 三十二強 |          |      |          |
| 世界巡迴賽德國公開賽       | 2013 | 柏林           | 六十四強 |          |      |          |
| 世界巡迴賽波蘭公開賽       | 2013 | 斯帕拉         | 六十四強 | 半準決賽 |      |          |
| 亞洲青少年錦標賽           | 2013 | 多哈           | 準決賽   |          |      | 亞軍     |
| 世界巡迴賽捷克公開賽       | 2013 | 奧洛穆茨       | 三十二強 |          |      |          |
| 世界巡迴賽蘇州公開賽       | 2013 | 蘇州           | 六十四強 |          |      |          |
| 世界青少年巡迴賽韓國公開賽 | 2013 | 大田           | 半準決賽 |          |      | 冠軍     |
| 世界巡迴賽日本公開賽       | 2013 | 橫濱           |          | 十六強   |      |          |
| 世界巡迴賽中國公開賽       | 2013 | 長春           | 三十二強 | 十六強   |      |          |
| 世界青少年巡迴賽波蘭公開賽 | 2013 | 弗瓦迪斯瓦沃沃 | 準決賽   |          |      | 冠軍     |
| 世界巡迴賽韓國公開賽       | 2013 | 仁川           | 六十四強 |          |      |          |
| 世界巡迴賽卡達公開賽       | 2013 | 多哈           | 十六強   | 準決賽   |      |          |
| 世界巡迴賽科威特公開賽     | 2013 | 科威特市       |          | 半準決賽 |      |          |
| 世界青少年巡迴賽香港公開賽 | 2012 | 香港           | 十六強   | 準決賽   |      | 準決賽   |
| 亞洲青少年錦標賽           | 2012 | 江陰           | 半準決賽 |          |      | 亞軍     |
| 世界巡迴賽日本公開賽       | 2012 | 神戶           |          | 十六強   |      |          |
| 世界青少年巡迴賽法國公開賽 | 2012 | 梅斯           | 準決賽   | 冠軍     |      |          |
| 世界青少年巡迴賽臺北公開賽 | 2011 | 臺北           | 三十二強 | 半準決賽 |      | 冠軍     |
| 世界青少年巡迴賽韓國公開賽 | 2011 | 青陽           | 十六強   | 半準決賽 |      | 準決賽   |
| 世界青少年巡迴賽香港公開賽 | 2010 | 香港           | 三十二強 | 半準決賽 |      | 半準決賽 |

## 轶事
- 最崇拜的運動員除了福原愛之外，還包括名將張怡寧。
- 喜歡折紙。
- 喜歡的偶像是乃木坂46的西野七瀬。

## 外部連結
- 平野美宇的X（前Twitter）
- 平野美宇的Instagram帳戶
- 平野美宇的新浪微博